# SS Austria
El SS Austria fue un barco de inmigrantes alemán perteneciente al HAPAG. Fue construido específicamente para el transporte de inmigrantes y fue el primer barco de la Imperator Klasse (no confundir con la clase Imperator); los demás fueron el SS Rhienland, SS Imperator (1858) y SS Imperatriz. 
El barco se hundió en su tercer viaje a Nueva York debido a que un cubo de alquitrán cayó en la cubierta provocando una explosión. El barco se incendió pasado un día del derrame. Ocasionó 542 muertes frente a la costa danesa. Este fue el peor accidente naviero de Alemania (en aquel entonces como la Confederación Germánica), por lo que está incluido dentro de los peores desastres marítimos de la historia.

## Historial
El barco fue construido en una de las empresas navales más famosas y grandes de  Gran Bretaña: la Caird & Company de Greenock (Escocia). Este barco daba inicio a la nueva generación de navíos de la Hamburg-Amerikanische-Packetfahr-Aktien-Gessellschaft (HAPAG). Estos barcos tendrían motores a vapor, para remplazar a los antiguos barcos a vela de la compañía  además harían el viaje más rápido. La HAPAG encargó la construcción de cuatro navíos:  
SS Austria, SS Rhienland,SS Imperator (1858).
SS Imperatriz.
Que operarían la ruta Hamburgo-Nueva York solo con transporte migratorio. 
El barco Austria sería el primero en ser construido: Fue botado en febrero de 1858, y bautizado en honor a Austria, uno de los Estados más importantes de la Confederación Germánica. El barco haría su viaje inaugural el 1 de mayo de 1858 desde el puerto de Hamburgo, con escala en Edimburgo y luego yendo directo a Nueva York.

## Tragedia
En su tercer y fatídico viaje, a las 8 de la mañana del 1 de setiembre el barco partió de Hamburgo hacia Nueva York, adonde planeaba el 2 de noviembre.
Frente a la costa danesa, cinco horas después de haber zarpado, el capitán F. A. Heydtmann, hamburgués, pidió que se fumigara la zona de carga. Hacia ese lugar del barco, cerca del mediodía, se bajó un cubo de alquitrán sostenido por una cadena al rojo vivo, pero el peso del cubo era tan pesado para la cadena del contramaestre que lo cargaba, que esta se cortó y el cubo explotó al impactar contra la cubierta.
Algunos pasajeros y tripulantes se prendieron fuego y otros murieron, mientras, el capitán ordenaba evacuar el barco. Varias personas ya habían fallecido para aquel entonces. A pesar de que el barco viajaba a la mitad de su velocidad fue imposible apagar las llamas porque los maquinistas murieron asfixiados. Cuando el timonel fue abandonado, el barco giró en dirección al viento esparciendo las llamas por toda la cubierta haciendo mucho más complicado apagarlas. El capitán falleció mientras recogía varias de sus cosas. Los dos únicos botes salvavidas se quemaron, haciendo más difícil la salvación de los pasajeros. A veinte minutos de iniciado el incendio, ya habían muerto más de 200 pasajeros en el interior del navío, mientras las llamas arrasaron las chapas de caoba y los mamparos barnizados.
Muchos pasajeros murieron asfixiados, incinerados o ahogados, mientras otros se salvaron arrojándose al mar cuando el barco ya estaba casi incendiado en su totalidad. El Maurice, un carguero francés que conectaba a Havre con Tallin, al ver al SS Austria incendiado acudió al rescate de los sobrevivientes y logró salvar a 67 pasajeros. El SS Catrine, un transbordador Noruego-Sueco que conectaba a Oslo con Hamburgo y que también pasaba por la zona, fue al rescate y salvó a 22 personas. En total se rescató a 89 personas fueron rescatadas y 542 fallecieron.
Al siguiente, a unas 2.5 millas náuticas de Odense, Dinamarca, día el barco se hundió, llevándose consigo a los cadáveres que no pudieron ser recuperados.

## Sobrevivientes y fallecidos famosos
Entre los sobrevivientes se encontraban:
- Theodore Eisfeld, director de la orquesta filarmónica de Nueva York.
- Charles "Charlie" Brew, inspector de la policía de Columbia Británica que venía de investigar un asesinato en Berlín.
- Charles Rosene.

Entre los muertos se encontraban: 
- Henriette Wulff, amiga y corresponsal de Hans Christian Anderson.
- Adolph Starmont, comerciante de S.F White & Bro de Chicago, Illinois.